# Gustav Steinbrecht
Gustav Steinbrecht (1808–1885) est un cavalier allemand qui est considéré comme l'un des maîtres du dressage contemporain. Son conseil de monter le cheval "en avant et en ligne droite" est l'un des principes de base du dressage.allemand 

## Biographie
Steinbrecht est né en 1808 à Ampfurth, un village près d'Oschersleben dans le district de Börde en Saxe, qui était à l'époque une province de Prusse . 
Il étudie la médecine vétérinaire à Berlin où il approfondit ses connaissances équestres avant de passer huit ans au manège de Moabit dirigé par le célèbre dresseur Louis Seeger. C'est là qu'il rencontre sa femme qui est la nièce de Seeger. De 1834 à 1842, il dirige un manège privé à Magdebourg, puis revient à Berlin pour travailler à nouveau avec Seeger. En 1849, Steinbrecht prend la direction du manège de Seeger et commence à travailler sur un traité d'équitation. En 1859, il acquiert son propre manège à Dessau, mais revient à nouveau à Berlin en 1865, où il continue à travailler des chevaux presque jusqu'à sa mort,.  

## Le gymnase du cheval
Son livre a été complété puis édité par son élève Paul Plinzner. Il est publié à titre posthume sous le nom de Das Gymnasium des Pferdes, "Le gymnase du cheval" en 1886.   La date de publication de 1885 est souvent indiquée par erreur dans des bibliographies telles que celle de Huth . Une deuxième édition a été publiée en 1892 et une troisième en 1901. 
Steinbrecht détaille dans son ouvrage une progression du dressage du cheval basée sur les principes de base de rectitude et d'impulsion. La première partie est consacrée à la description de la position correcte du cavalier et des aides avec lesquelles il peut diriger sa monture. Il donne ensuite les objectifs du dressage qui consistent en des exercices systématiques de gymnastique afin de permettre aux muscles du cheval d'équilibrer sa masse dans toutes les circonstances rencontrées lors de la pratique équestre, et donc de pouvoir se déplacer avec régularité et fluidité. Cette gymnastique se base sur une analyse approfondie de la dynamique du mouvement du cheval, mais dans le respect de son tempérament et de sa sensibilité. Le cheval est considéré comme un tout harmonieux dont chaque partie collabore . Pour cette raison, Steinbrecht critique les exercices à l'arrêt préconisés par la nouvelle école française et notamment François Baucher, considérant que le mouvement, qui part de l'arrière-main du cheval, est la qualité caractéristique du cheval.  
Le traité de Steinbrecht est considéré comme un des plus représentatifs de l'école allemande de dressage. En dépit de nombreux clichés et de quelques dérives dans l'approche physique coercitive du cheval, il prouve que le fondement incontestable de l'équitation allemande s'appuie sur une sagacité profonde et un total respect de l'animal. 

## Citations
"Montez votre cheval en avant et en ligne droite." (Parfois cité comme "... rendez le droit" ou "... gardez le droit". ) 
 "... tous les [exercices d'entraînement] se succèdent de telle manière que l'exercice précédent constitue toujours une base sûre pour le suivant. Les violations de cette règle seront toujours payées ultérieurement; non seulement par une triple perte de temps mais très fréquemment par des résistances qui, pendant longtemps sinon pour toujours, interfèrent dans la relation cheval / cavalier. " 
 «Si l'art n'était pas si difficile, nous aurions beaucoup de bons cavaliers et des chevaux excellemment montés, mais comme c'est de l'art, en plus de tout le reste, des traits de caractère qui ne sont pas combinés dans toutes les personnes: patience inépuisable, persévérance ferme sous le stress, courage allié à une vigilance tranquille. Si la graine est présente seul un véritable amour profond pour le cheval peut développer ces traits de caractère à la hauteur qui seule mènera au but. 

## Ouvrages publiés
- Das Gymnasium des Pferdes Potsdam: Döring 1886 Le gymnase du cheval